# Поспєлихинський
Поспєлихинський (рос. Поспелихинский) — селище у складі Поспєлихинського району Алтайського краю, Росія. Адміністративний центр Поспєлихинської сільської ради.

## Населення
Населення — 1078 осіб (2010; 1236 у 2002).
Національний склад (станом на 2002 рік):
- росіяни — 94 %